# Coelidia stalii
Coelidia stalii är en insektsart som beskrevs av Spångberg 1878. Coelidia stalii ingår i släktet Coelidia och familjen dvärgstritar. Inga underarter finns listade i Catalogue of Life.